# Salavat (Islam)
Salavat (arap.: صَلَوَات; množina od صَلَاة) ili Durud (Urdu: دُرُود) islamski je komplementarni izraz na arapskom jeziku koja sadrži štovanje Muhameda. Ovaj izraz muslimani obično izgovaraju kao dio svojih pet dnevnih namaza (obično za vrijeme tešehhuda), kao i kada se spominje Muhamedovo ime.

## Značaj u Islamu
Salavat se smatra veoma važnim i obaveznim u islamu, posebno u životu muslimana, jer je to dova kojom se moli Allahova milost i oprost Njegovom Vjerovjesniku Muhamedu, čime se ukazuje na njihovu ljubav i poštovanje koje mu iskazuju kao znak vjere.
Nadalje, Božanski je naloženo da se podržava i poštuje Poslanika. Allah dž.š. kaže u kur'anskoj suri 33, ajet 56:
 إِنَّ ٱللَّهَ وَمَلَـٰٓئِكَتَهُۥ يُصَلُّونَ عَلَى ٱلنَّبِىِّ ۚ يَـٰٓأَيُّهَا ٱلَّذِينَ ءَامَنُوا۟ صَلُّوا۟ عَلَيْهِ وَسَلِّمُوا۟ تَسْلِيمًا

Prijevod: Uistinu Allah i meleki Njegovi blagosiljaju Vjerovjesnika. O vjernici! Blagoslovite ga i s selamom pozdravite!
Čak je i Muhamed podsjetio na posljedice neupućivanja Salavat na njega u hadisu:
 الْبَخِيلُ مَنْ ذُكِرْتُ عِنْدَهُ فَلَمْ يُصَلِّ عَلَيَّ

Prijevod: Škrt je taj što kada se spomene moje ime, on mi ne šalje Salavat.
Postoji čak i hadis u kojem je Muhamed spomenuo njegovu prednost:
 مَنْ صَلَّى عَلَيَّ وَاحِدَةً، صَلَّى الله بِها عَلَيْهِ عَشْرًا

Prijevod: Ko na mene pošalje jedan salavat, Allah mu pošalje deset salavata.
U islamu se jako ohrabruje slanje salavata na Muhameda jer je on također rekao da se dova ne prima dok mu neko ne pošalje salavat: 
 Svaka dova je spriječena sve dok se ne pošalje salavat na Vjerovesnika, sallallahu alejhi ve sellem.
Ibn Kesir je spomenuo u svom tefsiru, kojeg prenosi El-Buhari, da je Ebu Alija rekao:
 Allahov, dželle šenuhu, Salavat, je Njegova hvala u Njegovim melekima, salavat meleka je dova, a salavat vjernika je traženje milosti od Allaha na Vjerovjesnika Muhammeda, sallallahu alejhi ve sellem.

## Izrazi
Postoje različite fraze salavata, koje se koriste u čast Vjerovjesnika Muhammeda. To uključuje:

### Sallallahu alejhi ve sellem
Ovo je najrašireniji oblik salavata među muslimanima. Na arapskom se piše kao صَلَى اللهُ عَلَيْهِ وَسَلَّم. To doslovno znači "Neka Allahov salavat i selam na njega".

### Sallallahu alejhi ve alihi ve sellem
Ovaj oblik salavata je obično uobičajen među šiitskim muslimanima. Na arapskom se piše kao صَلَى اللهُ عَلَيْهِ وَآلِهِ وَسَلَّم. To doslovno znači "Neka Allahov salavat i selam na njega i njegove porodice."

## Oblici
Postoje mnogi oblici salavata koji se koriste za štovanje Muhameda, ali najčešće se čita tokom namaza: 
 اللّهُمَّ صَلِّ عَلى مُحَمَّد وَ عَلى آلِ مُحَمَّد کَما صَلَّیْتَ عَلى آلِ اِبْراهیمَ، بارِکْ عَلى مُحَمَّد وَ عَلى آلِ مُحَمَّد کما بارَکْتَ عَلى اِبْراهیمَ وَعَلى آلِ اِبْراهیمَ فى الْعالَمینَ اِنَّکَ حَمیدٌ مَجیدٌ

O Allahu, obasuj mirom Muhammeda i Muhammedovu porodicu, kao što si obasuo mirom Ibrahima i Ibrahimovu porodicu. Obasipaj blagoslovom Muhammeda i Muhammedovu porodicu, kao što si obasuo blagoslovom Ibrahima i Ibrahimovu porodicu iznad ljudi na svijetu. Ti si Hvalevrijedan, Slavni.